# Astridpark (Ieper)
Het Astridpark is een park in het centrum van de Belgische stad Ieper. Het ligt achter de Sint-Maartenskathedraal, tussen de Surmont de Volsberghestraat, Delaerestraat, Janseniusstraat en De Brouwerstraat. De kloosterpoort aan het Vandenpeereboomplein vormt de hoofdingang.

## Naamgeving

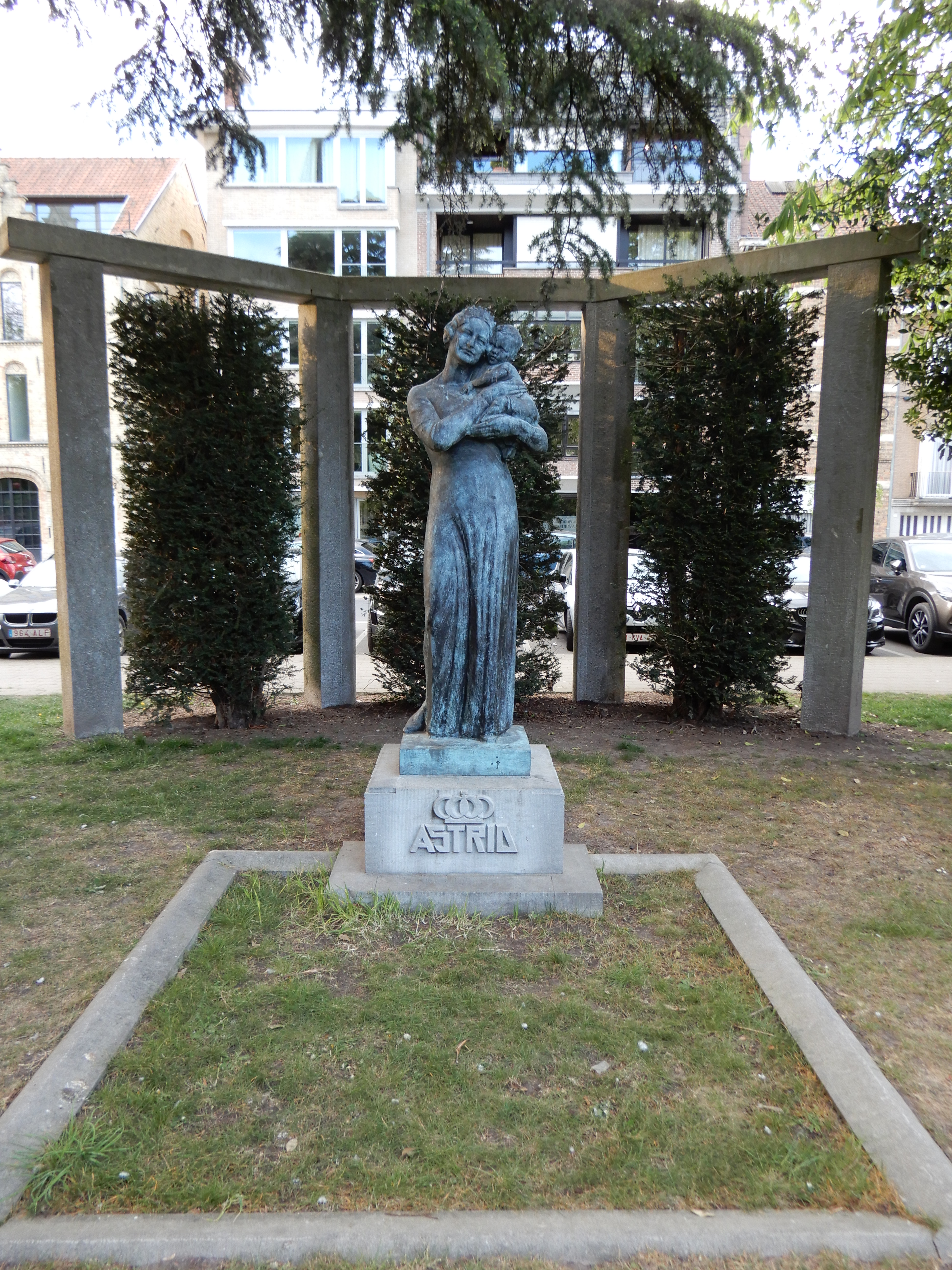
Bronzen beeld koningin Astrid

Het park is genoemd naar de Belgische koningin koningin Astrid, die in 1935 om het leven kwam bij een auto-ongeval. Kort na haar overlijden besloot het stadsbestuur, op initiatief van het Koningin Astridcomité, een standbeeld ter nagedachtenis aan haar op te richten. Het is een levensgroot bronzen beeld dat de koningin als moeder voorstelt want ze draagt het beeld van een kind op de arm. Op het voetstuk waarop het beeld is geplaatst staat de koninklijke kroon met eronder “Astrid”. Op de andere vlakken van het voetstuk staat de tekst “Astrid, Moeder en koningin, Stockholm 1905, Küssnacht 1935”.
Het standbeeld, gegoten door Charles Vindevogel uit Zwijnaarde naar een ontwerp van beeldhouwer War Van Asten uit Elsene, werd op zondag 18 september 1938 onthuld. Het beeld staat aan de zijde van de Surmont de Volsberghestraat.

## Geschiedenis
De oorsprong van het park gaat terug tot het begin van de 12e eeuw. In 1102 werd op deze locatie een proosdij van reguliere kanunniken opgericht volgens de regel van Sint-Augustinus, afhankelijk van het  bisdom van Terwaan. De grond werd toen aangekocht als tuin bij de proosdij.
Na de afschaffing van de proosdij in 1560 werd het domein de zetel van het pas opgerichte bisdom Ieper (1559), waarbij de Sint-Maartenskerk dienst deed als kathedraal. Ieper werd een bisschopsstad en het park fungeerde als bisschoppelijke tuin. Aan het einde van de 17de eeuw liet de Franse bisschop Martin de Ratabon langs de zuidrand van het huidige park een bisschoppelijk paleis bouwen in Lodewijk XIV-stijl. De tuin werd bekend als het “Hof bisschoppelijk paleis”.
Na de afschaffing van het bisdom in 1801 kreeg het paleis verschillende functies. Tussen 1834 en 1841 was het in gebruik als bisschoppelijk college en daarna als Rechtbank van Eerste Aanleg. Sinds 1839 diende de aangebouwde kapel als openbare stadsbibliotheek. Vanaf 1841 werd de bisschoppelijke tuin opengesteld als “Openbare Hof”. Aan de zuidkant van het paleis ontstond in 1887 een tweede park na afbraak van bijgebouwen van de Sint-Maartenskerk, namelijk het Gerechtshofplein.
Tijdens de Eerste Wereldoorlog werd het paleis volledig vernield en nooit heropgebouwd. De ruimte werd gedeeltelijk opgenomen in het huidige park. De originele toegangspoort tot het bisschoppelijke domein naast de huidige schouwburg, de Kloosterpoort, bleef bewaard.
In 1935 kreeg het park zijn huidige naam, ‘Astridpark’.

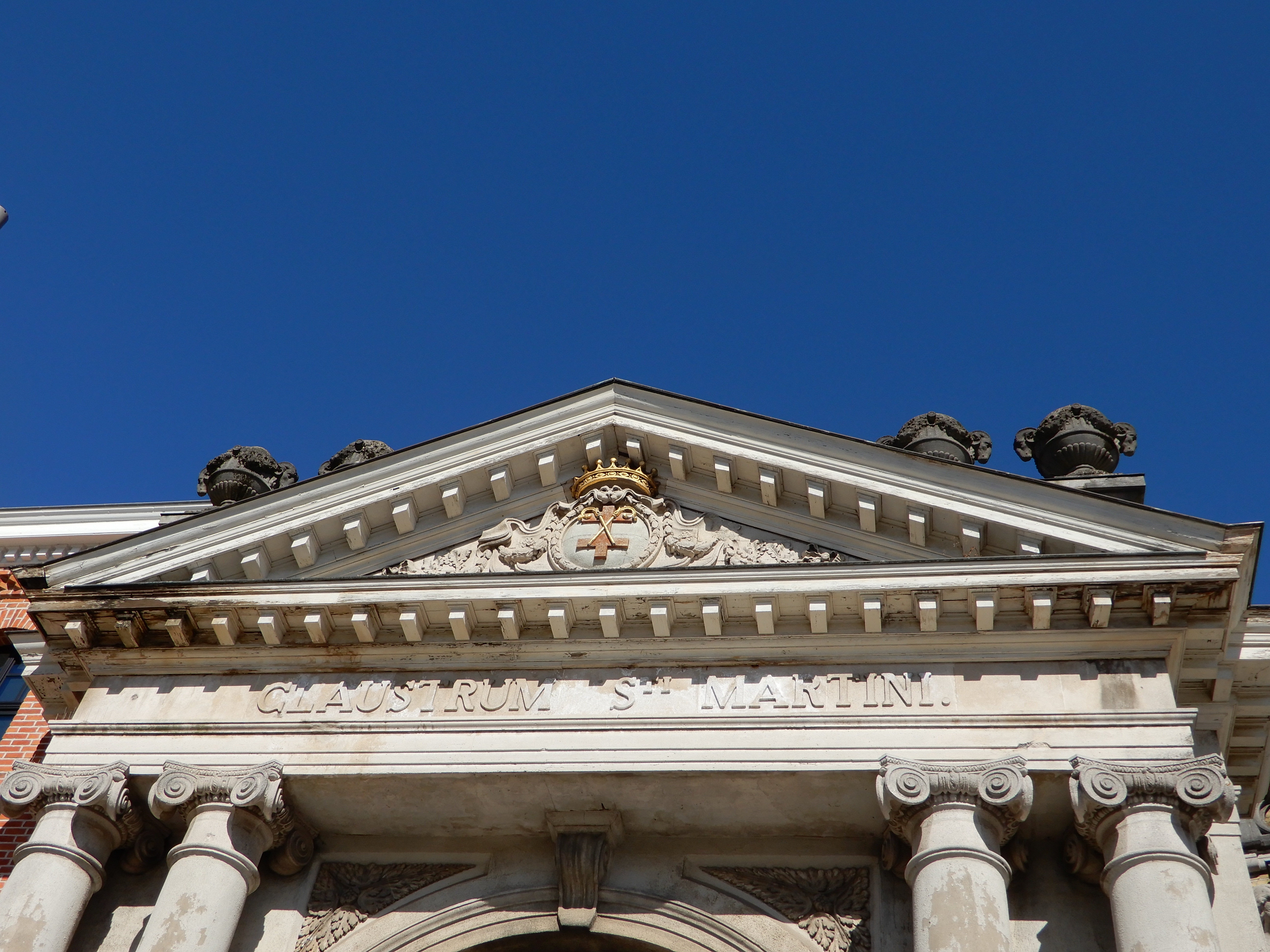
Driehoekig fronton kloosterpoort Ieper

## Kloosterpoort
De kloosterpoort is de voormalige toegangspoort tot het domein van de Sint-Maartensproosdij. De oorspronkelijke poort dateert van ongeveer 1500. Ze werd circa 1780 in classicistische stijl herbouwd naar ontwerp van architect J.B. Goossens. In 1938 werd de poort gerestaureerd naar plannen van architect Jules Coomans.
In het bouwwerk is op het driehoekige fronton het wapen van de Sint-Maartensproosdij te vinden, met daaronder het opschrift "Claustrum Sti Martini", Latijn voor “Klooster van Sint-Maarten”.
De Kloosterpoort is sinds 11 mei 1983 officieel beschermd als monument. Dit besluit werd genomen door het Agentschap Onroerend Erfgoed en is nog steeds van kracht.

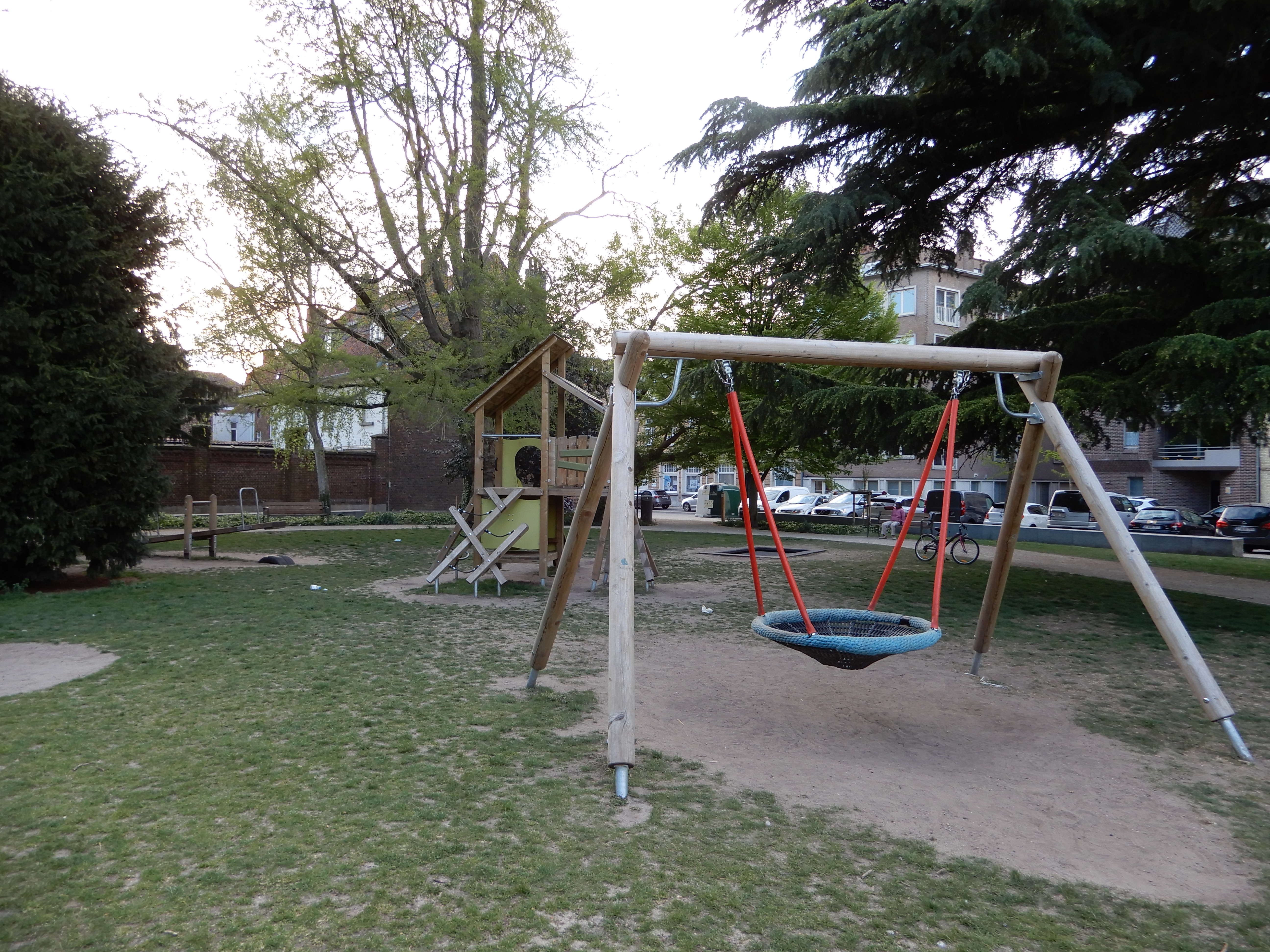
Speelplein Astridpark

## Actualiteit
Op 26 juli 2023 opende stad Ieper er een nieuw speelplein voor kinderen van 6 tot 12 jaar. Kinderen konden via een tweedelig participatietraject, opgezet door de jeugddienst, hun voorkeur uit acht ontwerpen aangeven.
Het speelplein werd ontworpen met oog voor toegankelijkheid en inclusiviteit. Zo zijn onder meer een trampoline en een vogelnestschommel voorzien die bruikbaar zijn voor kinderen in een rolstoel. De speeltoestellen zijn geplaatst nabij het wandelpad en hebben gras als ondergrond om de toegankelijkheid te verbeteren.

## Galerij

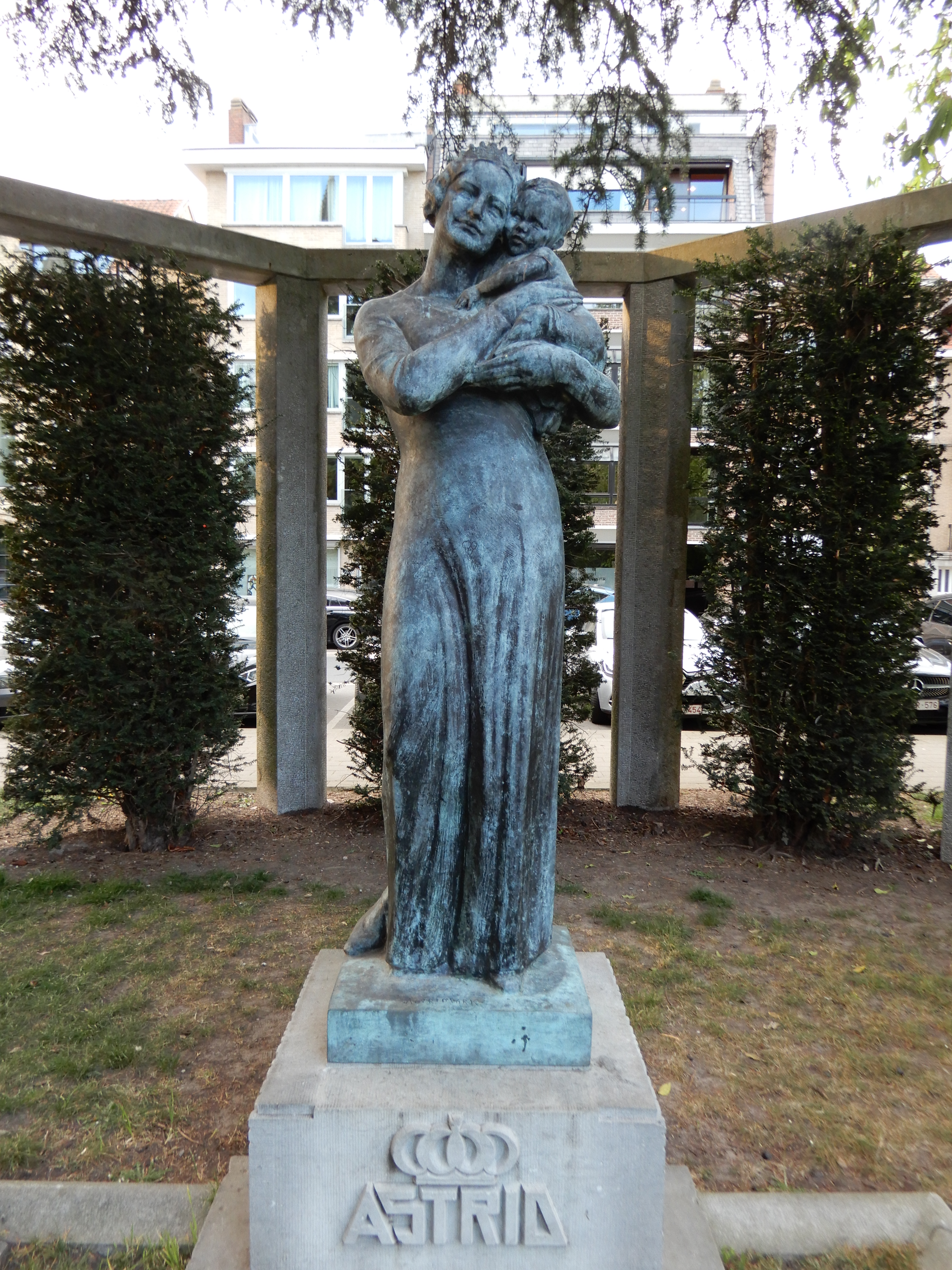
Beeld koningin Astrid
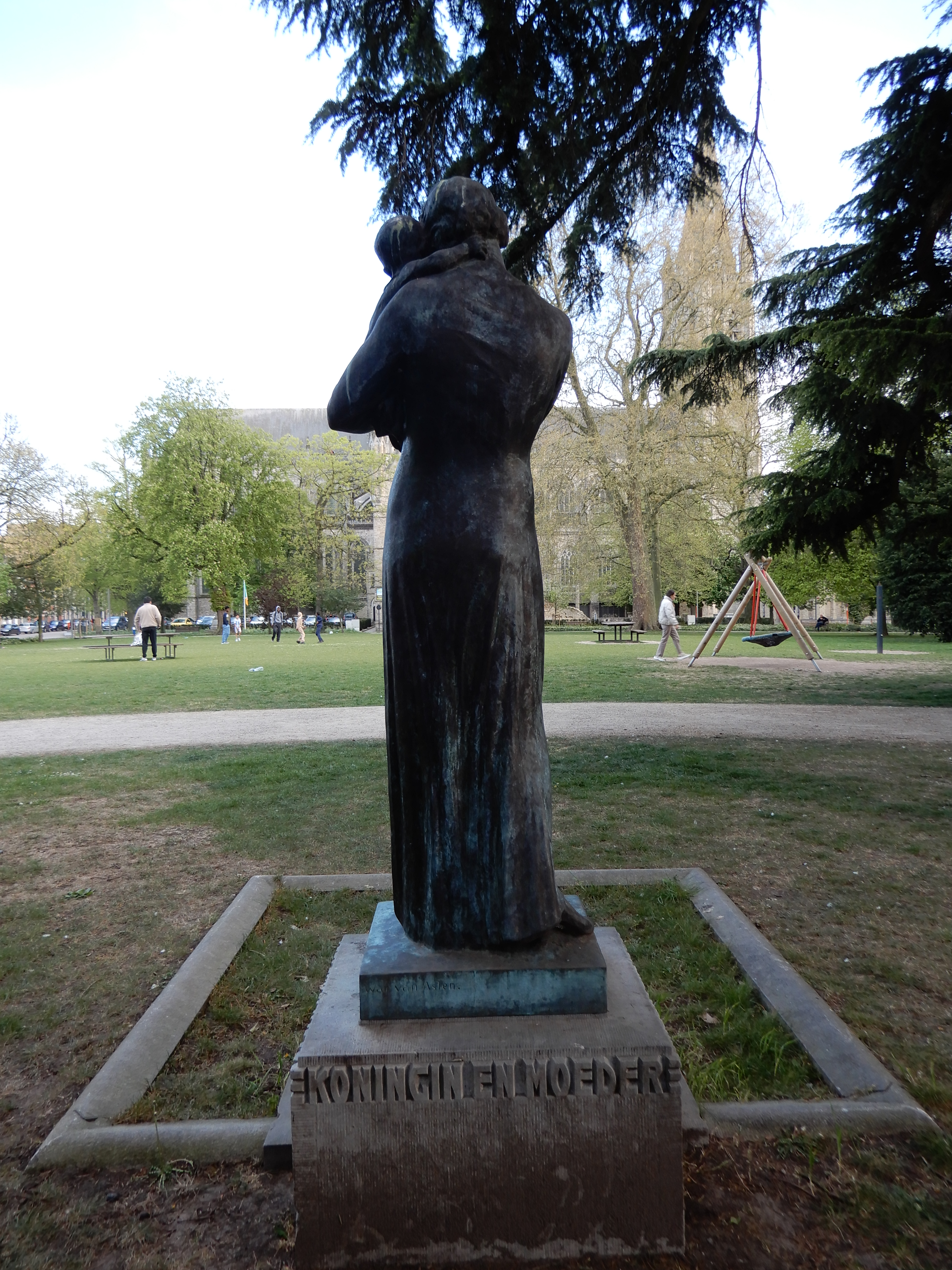
Achterkant bronzen beeld koningin Astrid
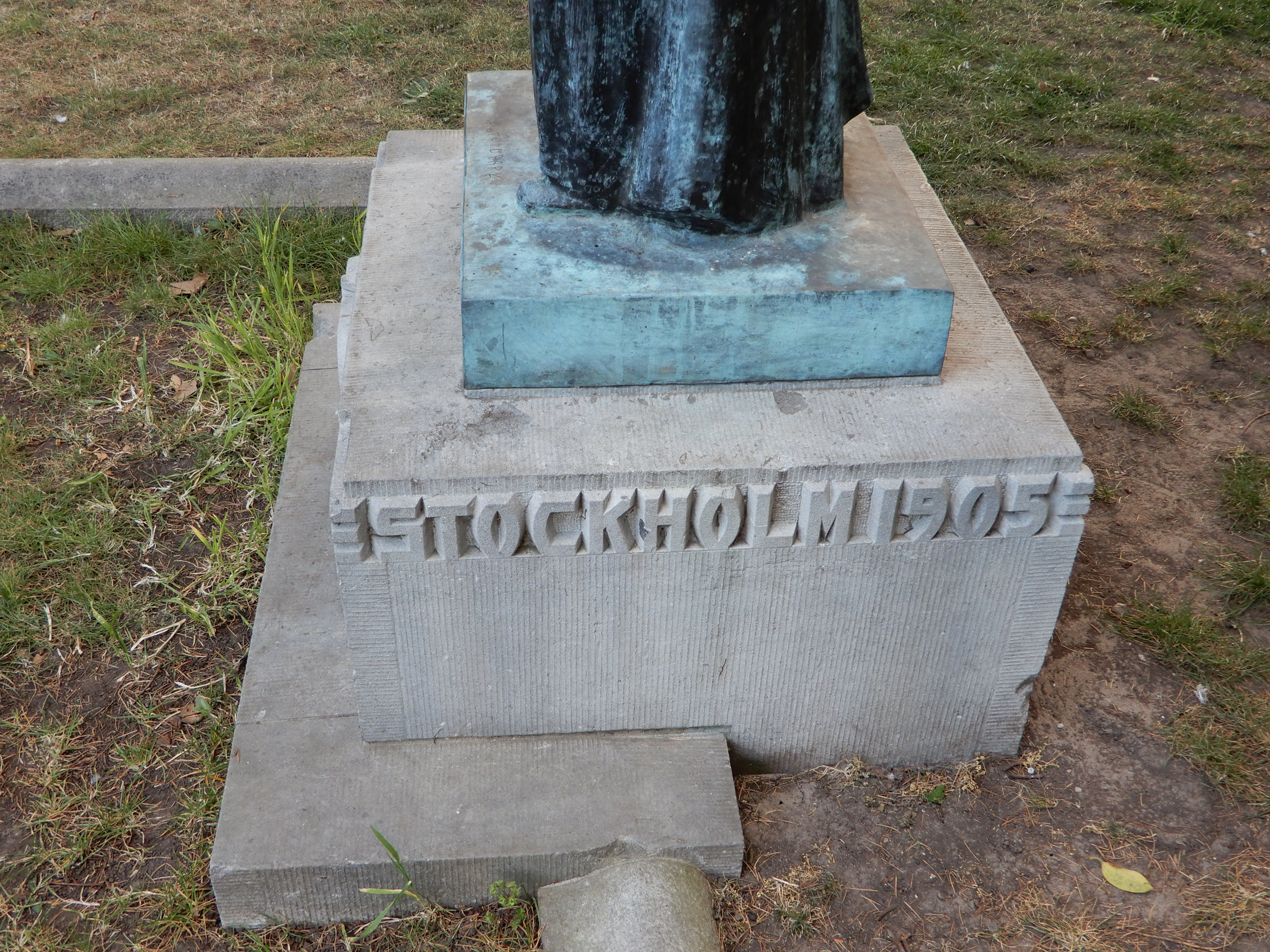
Voetstuk bronzen beeld rechts
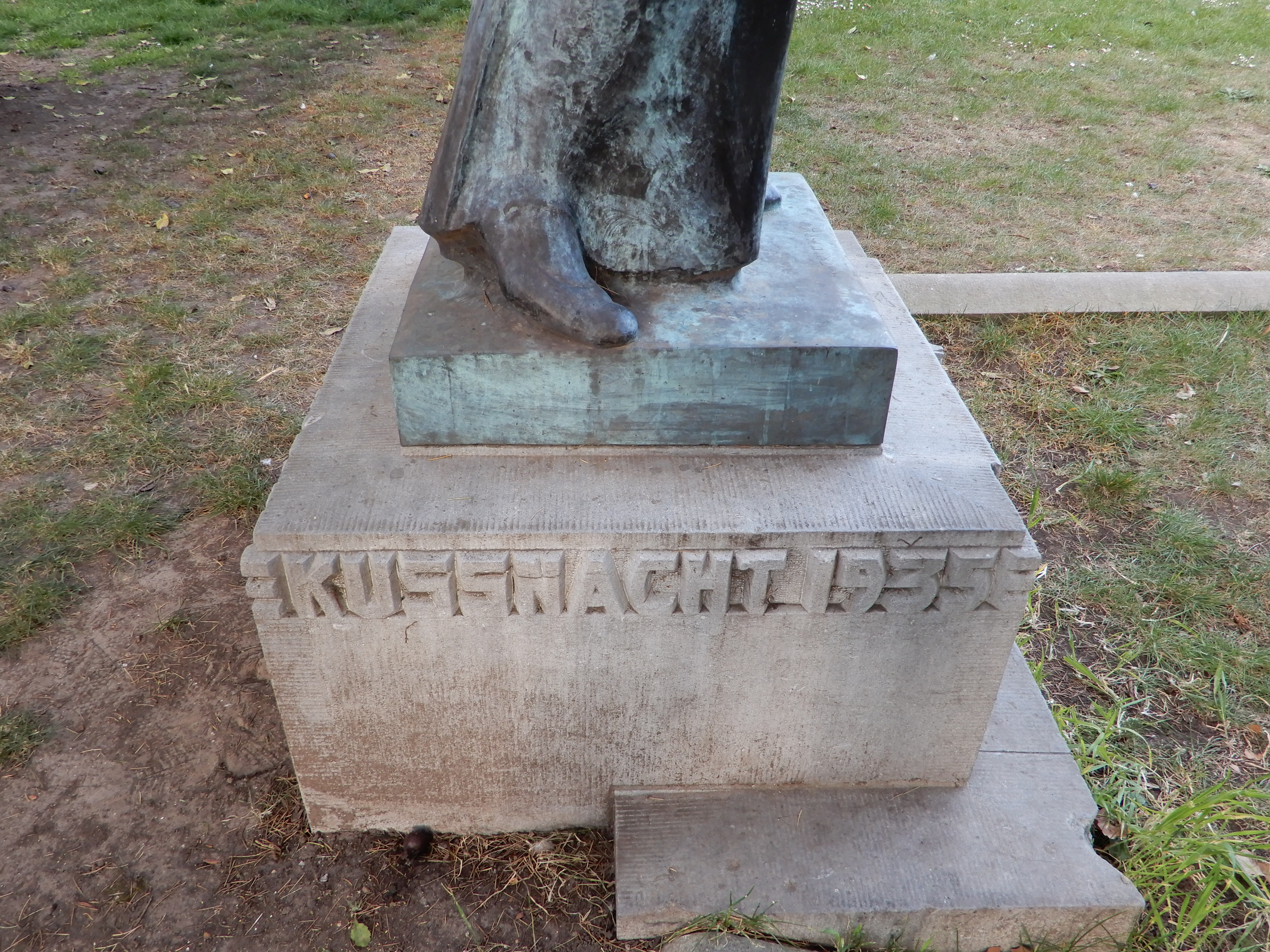
Voetstuk bronzen beeld links
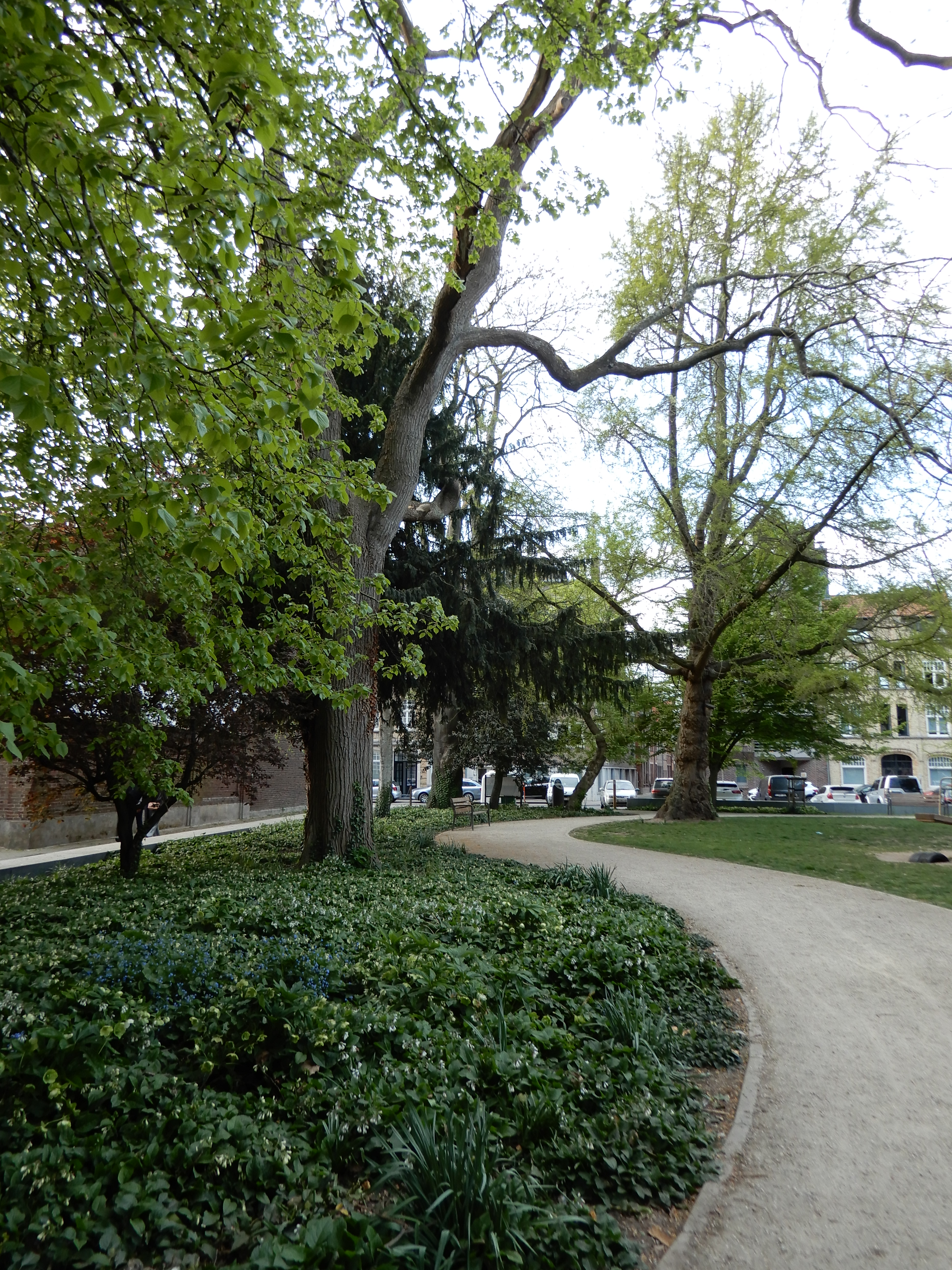
Wandelpad Astridpark
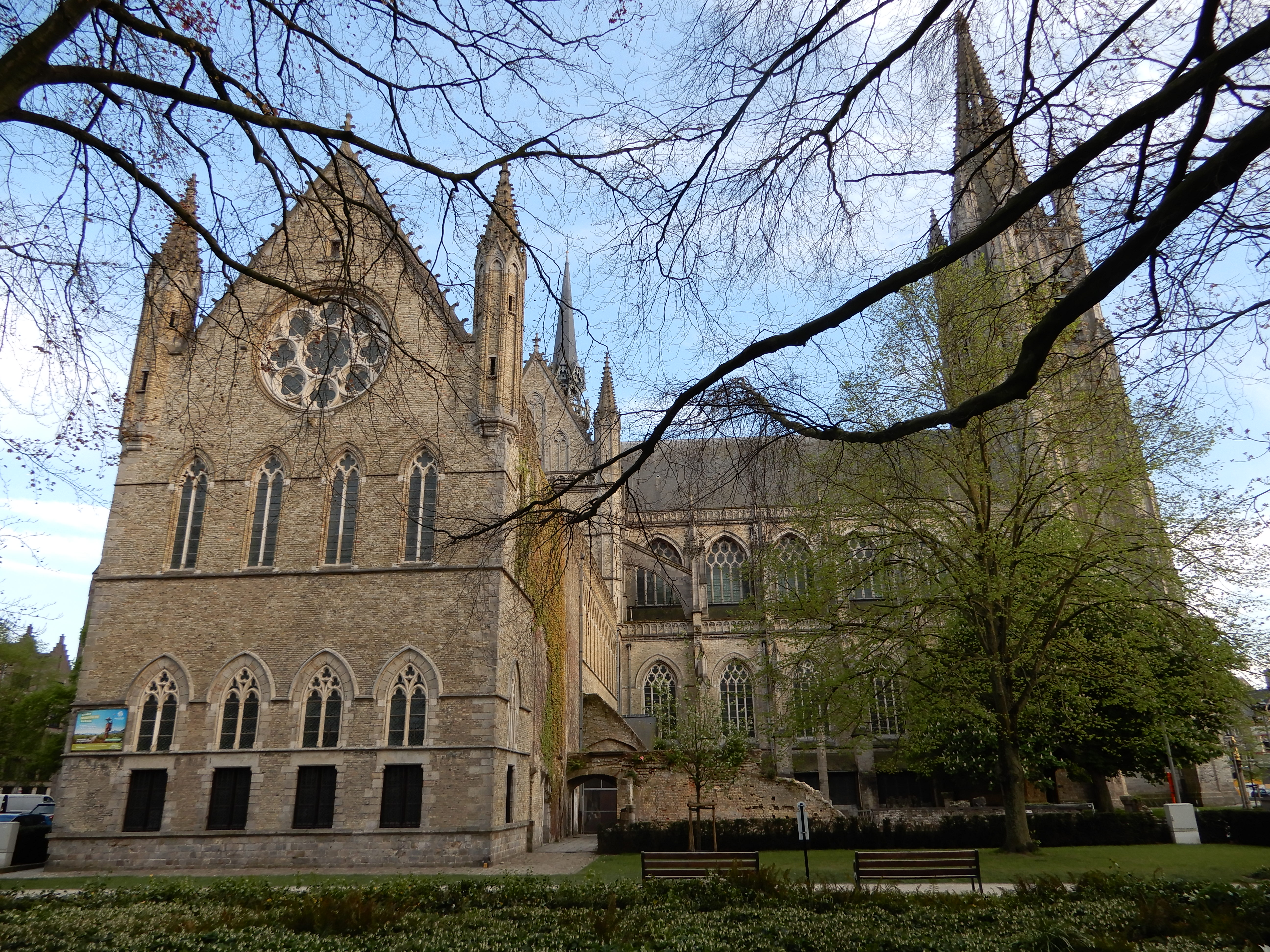
Uitzicht vanuit wandelpad in het Astridpark
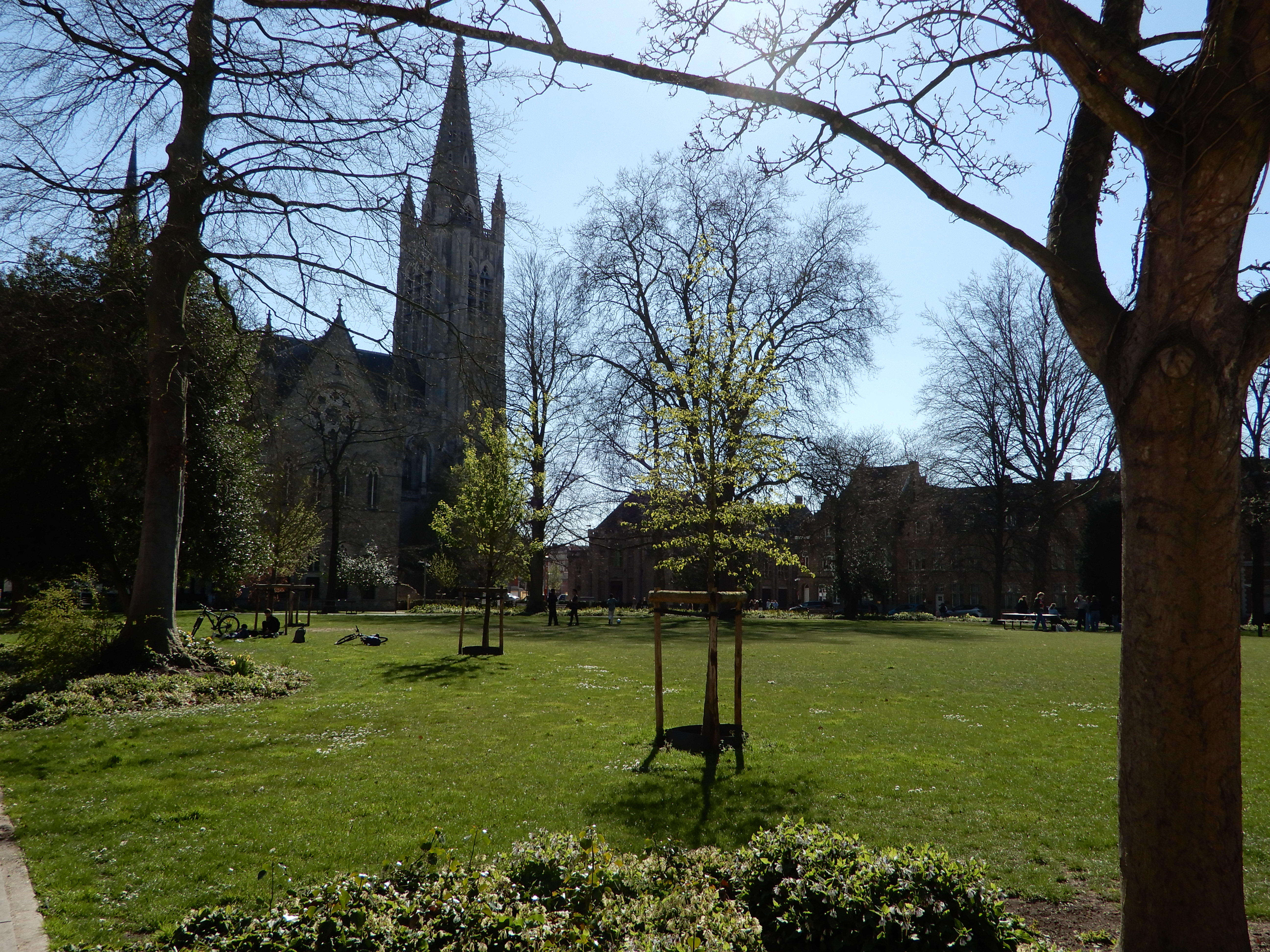
Zicht op de Sint-Maartenskathedraal
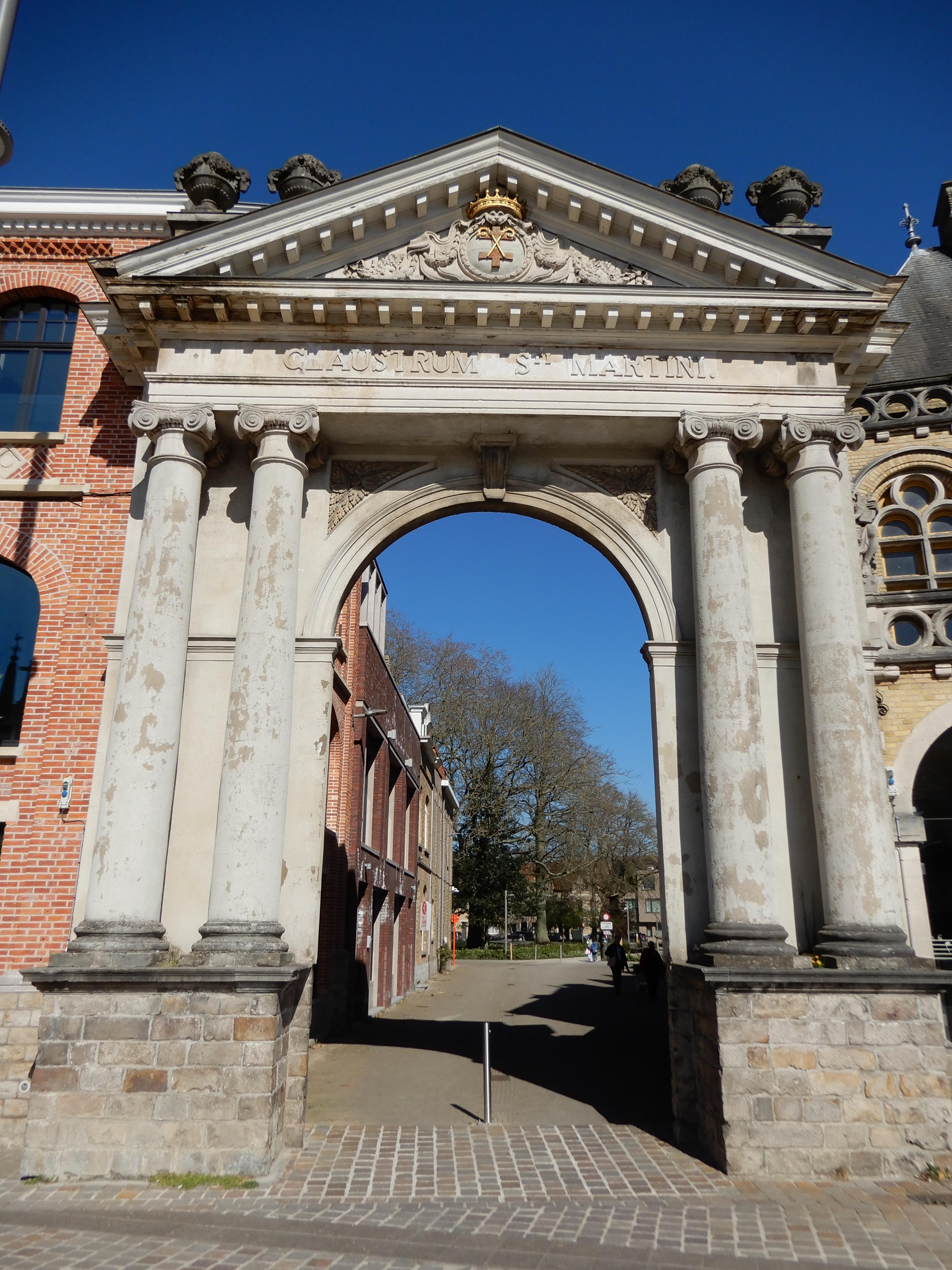
Kloosterpoort
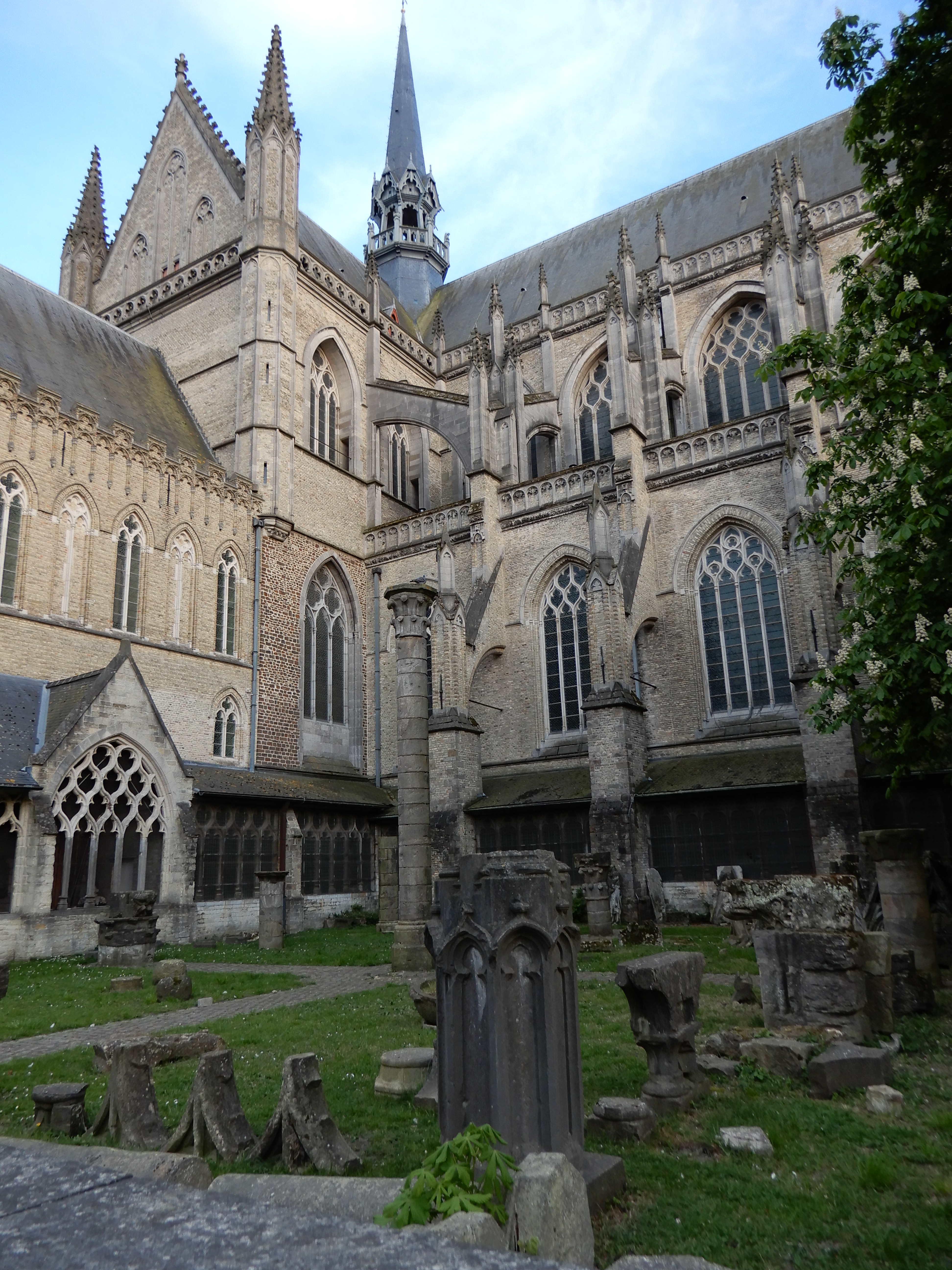
Lapidarium Ieper
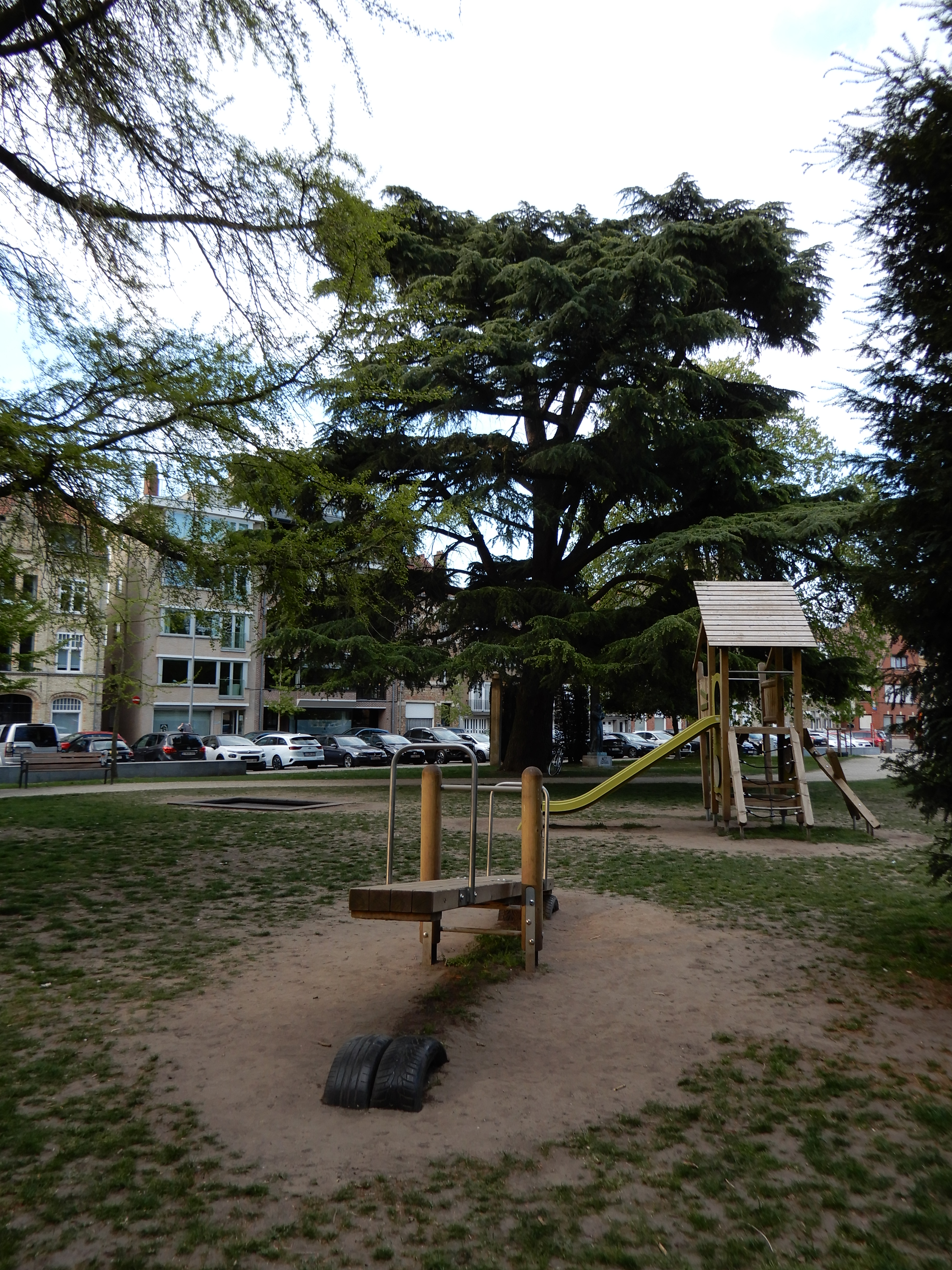
Speelplein zijaanzicht